# 小野塚愛美
小野塚 愛美（おのづか まなみ、1992年8月17日 - ）は、日本の元アナウンサー。元声優。

## 来歴・人物
神奈川県横浜市出身。東京女学館中学校・高等学校を経て学習院大学法学部政治学科卒業後、2016年4月1日に北陸放送へ入社。趣味はラーメン店めぐり、アニメ鑑賞（好きな作品：マリア様がみてる、けいおん、ちょびっツ、CLANNAD、プラネテスなど）、映画鑑賞（好きな作品：魔女の宅急便、インスタント沼、ガール、クローズZEROなど）、ゲーム（太鼓の達人が得意）、絵画鑑賞（好きな画家：アルフォンス・ミュシャ、ディエゴ・ベラスケス、ピエール＝オーギュスト・ルノワール）、猫と昼寝など。好きな芸能人は麻生久美子、山田孝之、でんぱ組.incなど。
リズムゲームのアイドルマスターシンデレラガールズスターライトステージ(デレステ)が好きで、担当アイドルは西園寺琴歌。
担当のラジオ番組で毎週デレステの楽曲をかけるほど。
幼少時代には富山県、新潟県にも住んでいたことがある。
ラジオでは2016年4月2日の『たえこ・まなみのアンダンテ♡カフェ』で、テレビでは同4月4日の『レオスタ』で、それぞれアナウンサーとしての初鳴きをしている。
テレビ愛知アナウンサーの長江麻美とは同じ生年月日にあたる。
2018年5月31日をもって、北陸放送を退社。同年7月から2020年3月まではディアステージに所属し、声優として活動。
ナレーター、フリーアナウンサーとしての活動も並行して行った。同年4月からは南海放送（当時長江が勤務していた福島中央テレビと同じNNN・NNS系列、古巣・北陸放送と同じJRN・NRN系列）にアナウンサーとして入社。2021年3月をもって、南海放送を退社。2022年現在、目立った活動はしていない。

## 南海放送時代の出演番組

### テレビ
- キラリ☆夜なカフェ（2020年5月7日 - 2021年3月26日）
- なんかいNEWS・なんかいNEWSファイナル

### ラジオ
- TIPS (ラジオ番組) ‐ 水曜日（2020年6月3日 - 9月23日）、月曜日（2020年9月28日 - 2021年3月22日）
- 愛媛新聞ニュース

## 北陸放送時代の出演番組

### テレビ
- レオスタ（お天気キャスター・フィールドリポーター、2016年4月4日 - 2017年9月22日) - 「小野塚愛美の気になるニュース」という自身のコーナーも担当していた。
- 絶好調W（リポーター、2017年4月12日 - 2018年3月14日）
- あさチャン!（TBSテレビ、2017年7月14日）‐ ぐでたまダンス MROバージョンのVTR紹介。
- 石川トヨタHAATグループスポーツスペシャル　金沢マラソン2017（2017年10月29日）
- 大自然でパワーチャージ！北海道絶景体験ツアー！（2018年2月24日）
- あにまにあ＠TV（2018年2月25日）
- あにまにあ＠TV 聖地巡礼させていただきますっ！京都編（2018年3月27日）
- 金沢百万石まつり特番
- MROニュース

### ラジオ
- たえこ・まなみのアンダンテ♡カフェ（2016年4月2日 - 9月24日）
- あにまにあ（2016年11月6日 - 2018年4月1日）
- お達者ですか 孫のまなみです。（2016年12月11日 - 2018年5月27日）
- おいね★どいね ‐ 木曜ラジオカー担当（2017年4月6日 - 2018年3月29日）
- MROラジオまつりinつるぎ2016（2016年10月16日）
- MROラジオまつりinつるぎ2017（2017年10月15日）
- イブニングソニック
- MROニュース